# John Helliwell
John Anthony Helliwell (født 15. februar 1945 i Todmorden, Yorkshire, England) er en britisk musiker som spiller saxofonist og lidt keyboard for rockbandet Supertramp.
Som barn sang han i et kirkekor og begyndte at spille piano (hvilke senere ville vise sig nyttigt i Supertramp hvor han spillede ekstra keyboard til livekoncerter fra 1974 til 1987 og sang baggrundssang). Han begyndte derefter at spille klarinet som 13-årig og saxofon som 15-årig.
Helliwell spillede sax i flere bands, deriblandt 60'er-bandet The Alan Bown Set (som John Anthony), før han kom med i Supertramp uofficielt efter han vandt bandet med sin humor og ydmyge personlighed i 1973 og har fortsat med Supertramp lige siden, da hans saxofonsoli senere ville blive et af Supertramps kendtetegn. Han bruger Selmer alt, tenor og bartiton saxofoner.
Når han ikke optræder med Supertramp, turnerer han med sit eget band, John Helliwell's Crème Anglaise. Han har også spillet med flere berømte musikere, såsom Thin Lizzy og Pink Floyd (han spillede saxofon på The Dogs of War bortset fra sangens saxsolo).
Han har være gift med sin kone Christine siden 1975 og har to sønner, Charles og William.